# Einrichtungsrundfunk
Einrichtungsrundfunk, auch Einrichtungsfunk, Einrichtungsradio oder Einrichtungsfernsehen genannt, ist Rundfunk innerhalb von Einrichtungen (wie Krankenhäusern, Beherbergungsbetrieben, Ladengeschäften, ggf. auch Hochschulen), wenn die Sendungen nur dort empfangen werden können und im funktionellen Zusammenhang mit den in diesen Einrichtungen zu erfüllenden Aufgaben stehen (vgl. § 20 Abs. 3 RStV).
Einrichtungsrundfunk bedarf grundsätzlich einer rundfunkrechtlichen Zulassung. Ausnahmsweise ist keine Zulassung erforderlich, wenn sich die Verbreitung auf ein einziges Gebäude oder einen zusammengehörenden Gebäudekomplex beschränkt (sog. Bagatellrundfunk). Im Übrigen gelten in den meisten deutschen Bundesländern und in Österreich für Einrichtungsrundfunk (wie auch für Veranstaltungsrundfunk) Vereinfachungsregelungen bei der Zulassung.
| Gebiet                     | Ausnahme                                     | Vereinfachung                                |
| -------------------------- | -------------------------------------------- | -------------------------------------------- |
| Baden-Württemberg          | § 12 Abs. 6 LMedienG                         |                                              |
| Bayern                     | Art. 1 Abs. 2 BayMG                          | Art. 26 Abs. 5 BayMG                         |
| Bremen                     | § 3 Abs. 3 BremLMG                           | § 9 BremLMG                                  |
| Hamburg Schleswig-Holstein | § 54 MStV HSH; Veranstaltungsrundfunksatzung | § 54 MStV HSH; Veranstaltungsrundfunksatzung |
| Hessen                     | § 1 Abs. 2 HPRG                              | § 10 HPRG                                    |
| Mecklenburg-Vorpommern     | § 1 Abs. 4 RundfG M-V                        |                                              |
| Niedersachsen              | § 1 Satz 3 NMedienG                          | § 7 NMedienG; Leitfaden                      |
| Nordrhein-Westfalen        |                                              | §§ 83, 84 LMG NRW                            |
| Rheinland-Pfalz            |                                              | § 26 LMG                                     |
| Saarland                   | § 49 Abs. 11 SMG                             |                                              |
| Sachsen                    | § 1 Abs. 2 SächsPRG                          |                                              |
| Sachsen-Anhalt             |                                              | § 23 MedienG LSA                             |
| Thüringen                  | § 1 Abs. 7 ThürLMG                           | § 31 ThürLMG                                 |
| Österreich                 |                                              | § 3 Abs. 5 PrR-G                             |